# Sean Hoare
Sean Hoare (c. 1963 - c. 17 de julho de 2011) foi um jornalista de entretenimento britânico que contribuiu para artigos sobre show business e celebridades. Ele desempenhou papel central na exposição do escândalo de grampeamento de telefone da News International. 

## Carreira
Hoare foi descrito por Nick Davies, do The Guardian, como "proveniente da histórica classe trabalhadora de partidários sólidos do Arsenal, sempre votando no Partido Trabalhista, definindo-se especificamente como um socialista da cláusula IV que ainda acreditava na propriedade pública dos meios de produção". Hoare foi repórter estagiário na década de 1980 para o Watford Observer.
Foi repórter do The Sun antes de ingressar no The Sunday People, sob o editor Neil Wallis. Ele se mudou para o News of the World em junho de 2001, sob o editor Rebekah Brooks (então Rebekah Wade), mas foi demitido em 2005 pelo então editor Andy Coulson por problemas com bebidas e drogas. Ele disse que, em relação ao uso de drogas enquanto trabalhava no News of the World, "fui pago para sair e tomar drogas com estrelas do rock - embebedar-me com elas, tomar pílulas com elas, consumir cocaína com elas. Foi tão competitivo. Você vai além do chamado do dever. Você fará coisas que nenhum homem são faria. Você está em uma máquina". Ele afirma que costumava consumir "três gramas de cocaína por dia, gastando cerca de mil libras por semana" e bebia Jack Daniel's e depois cheirava uma linha de cocaína como parte do "café da manhã de uma estrela do rock". Sua saúde se deteriorou a tal ponto que o médico examinando seu fígado observou que "devia estar morto". Um ex-colega disse: "se você pudesse imaginar a imagem estereotipada do hack do News of the World, seria ele".
Em 2001, Hoare recebeu o Shafta Award (comemorando "o pior do jornalismo de tabloide") por sua informação sobre a compra de David e Victoria Beckham de uma ilha na costa de Essex; a história, que acabou sendo ficção, também ganhou o 20º aniversário "Shafta of Shaftas" em 2006. Ele ganhou outro Shafta em 2002, dois em 2003, e uma conquista vitalícia Shafta em 2004.

## Escutas telefônicas ilegais
Em setembro de 2010, a Scotland Yard reabriu seu caso de hackers por telefone (grampeamento) de 2006 contra o News of the World e Andy Coulson, depois de um artigo da New York Times Magazine publicado naquele mês em que Hoare disse aos repórteres Don Van Natta, Jo Becker e Graham Bowley que Coulson o havia "encorajado ativamente" a invadir telefones. Hoare já fora amigo íntimo de Coulson. Coulson, na época das escutas ilegais, era assessor do primeiro-ministro James Cameron. Após suas declarações para o The New York Times, Hoare foi entrevistado por oficiais da Scotland Yard "sob cautela criminal", o que significa que suas declarações poderiam ser usadas contra ele em possíveis processos futuros. Hoare havia dito sobre o hackeamento de telefone no News of the World : "Isso sempre foi feito na linguagem de 'Por que você não pratica algumas de suas artes das trevas sobre isso' ', que era uma metáfora para dizer 'Vá hackear um telefone'. Tal era a cultura de intimidação e bullying que você faria porque tinha que produzir resultados. E, você sabe, ficar em pé na frente de um comitê do Comuns e dizer: 'Eu não sabia disso sob minha vigilância' estava errado." 
Após suas declarações originais para o New York Times e testemunho perante a polícia, Hoare voltou a entrar nas notícias em julho de 2011, quando ele e um colega anônimo disseram a repórteres do Times que a polícia britânica havia ajudado repórteres que trabalhavam no News of the World com celulares. rastreamento por telefone, um recurso normalmente usado "para casos criminais de alto nível e investigações de terrorismo", em troca de suborno. O repórter do Times Don Van Natta escreveu que ele e Jo Becker jantaram com Hoare na noite da publicação do artigo do New York Times, descrevendo-o como "doente, mas desafiador e engraçado. E sem arrependimentos. Todo coragem."  O comissário de polícia metropolitana Paul Stephenson e seu vice-comissário John Yates renunciaram dentro de uma semana após as declarações de Hoare.

## Morte
Hoare se reuniu com repórteres do The Guardian, para confirmar os detalhes dos últimos relatórios do New York Times. Ele explicou o aparecimento de ferimentos graves aos repórteres do Guardian, dizendo que ele havia sido ferido no fim de semana anterior ao derrubar uma tenda erguida para uma festa infantil. Ele disse que quebrou o nariz e machucou gravemente o pé quando um parente acidentalmente o atingiu com uma vara da tenda. Hoare não conseguiu retornar os telefonemas para sua casa na semana seguinte ao jantar com os repórteres do New York Times. Ele foi encontrado morto em sua casa em Langley Road, Watford, Hertfordshire, por volta das 11 em 18 de julho de 2011. No mesmo dia e poucas horas depois de seu corpo ser encontrado, a polícia de Hertfordshire afirmou que sua morte foi "inexplicável", mas não suspeita, e que pode levar semanas para estabelecer uma causa de morte. Em 21 de julho, a viúva de Hoare divulgou uma declaração na qual ela disse que a morte dele havia sido um "tremendo choque". Segundo um inquérito sobre sua morte, o alcoolismo resultante do interesse da mídia no escândalo de hackers causou danos irreversíveis ao fígado de Hoare. O inquérito determinou que ele morreu de causas naturais.

## Na cultura popular
Nos especial de TV The Comic Strip Presents...(2016), o personagem de Johnny Bristol (interpretado por Johnny Vegas) é baseado em Hoare. Bristol é uma repórter alcoólatra, caótico e desprezível da Sun que, depois de ser demitido por Andy Coulson (Russell Tovey), informa o The Guardian sobre escutas telefônicas na News International. 